# 868

سنة 868 كانت سنة كبيسة تبدأ يوم الخميس (سوف يظهر الرابط التقويم الكامل للعام) حسب التقويم اليولياني.

## أحداث
أحمد بن طولون يؤسس الدولة الطولونية

## مواليد
- أبو بكر محمد بن داود الظاهري

## وفيات
- الإمام علي الهادي, أحد أئمة الشيعة الإثني عشرية.
- خفاجة بن سفيان